# Chamaecrista scleroxylon
Chamaecrista scleroxylon är en ärtväxtart som först beskrevs av Adolpho Ducke, och fick sitt nu gällande namn av Howard Samuel Irwin och Rupert Charles Barneby. Chamaecrista scleroxylon ingår i släktet Chamaecrista och familjen ärtväxter. Inga underarter finns listade i Catalogue of Life.